# Opération Longcloth

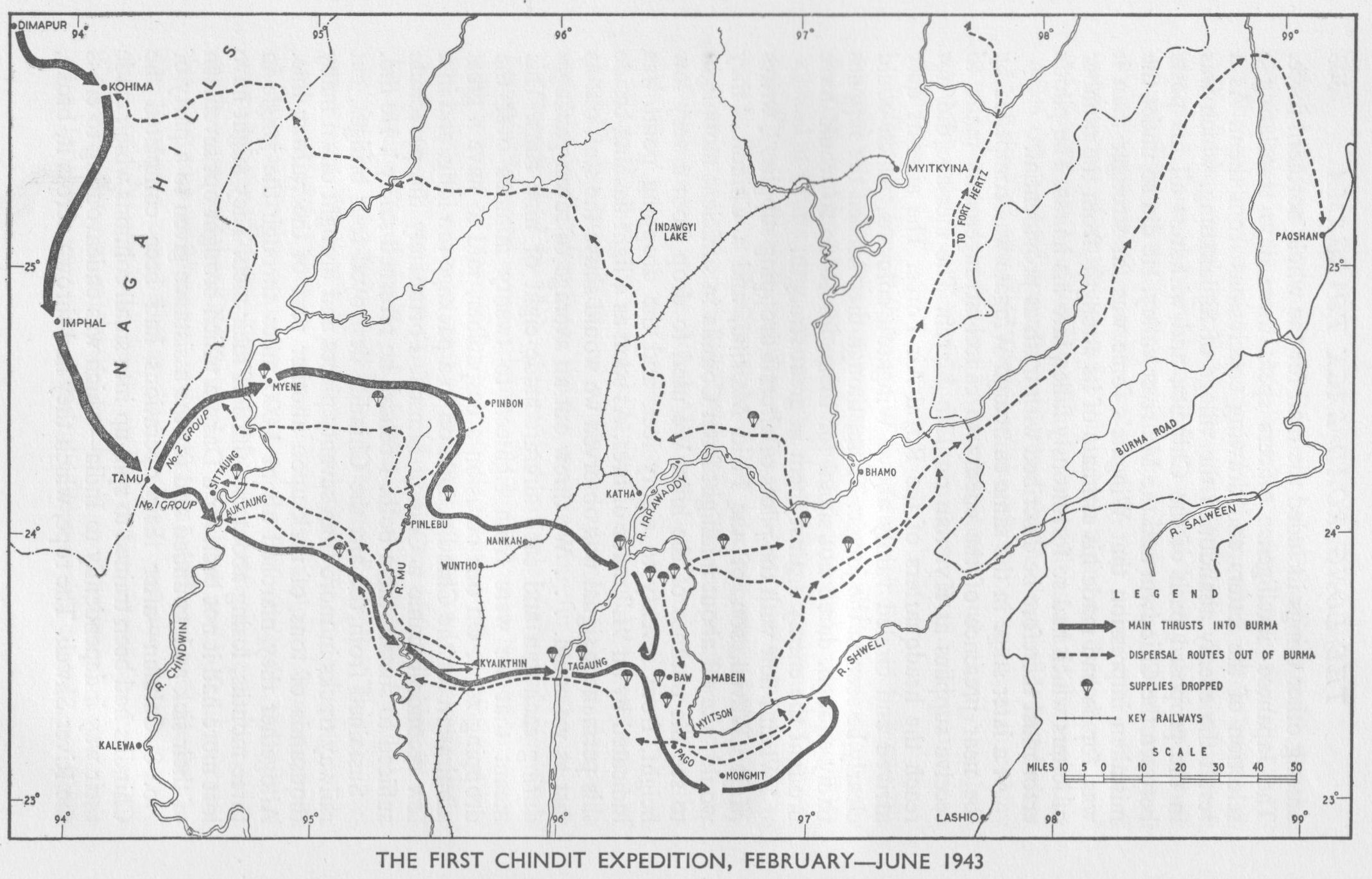
Carte de l'opération Longcloth.

L'opération Longcloth est une opération militaire menée en 1943 durant la Seconde Guerre mondiale par des commandos birmans dans le but de semer la panique chez les troupes japonaises.